# Teatr żydowski

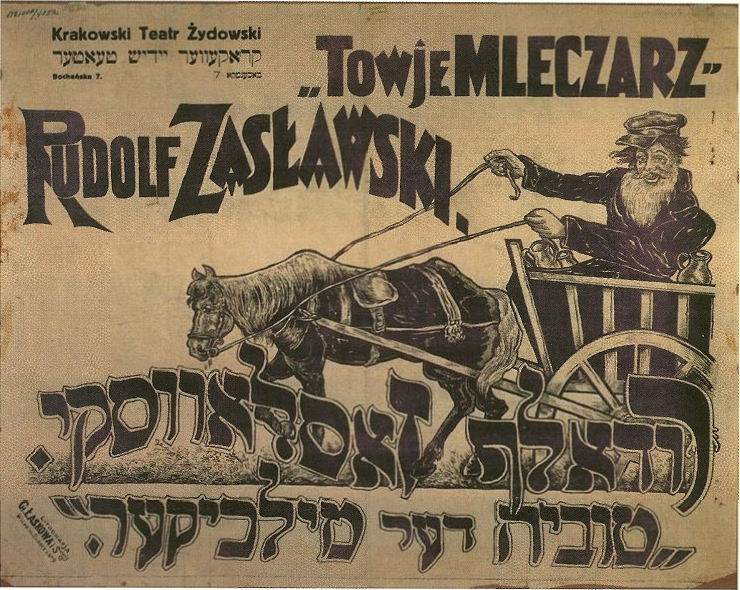
Przedwojenny afisz krakowskiego Teatru Żydowskiego

Teatr żydowski (jid. יידיש טעאַטער, jidysz teater) – pojęcie odnoszące się do gałęzi teatru obejmującej sztuki teatralne tworzone i wystawiane głównie przez Żydów, w jidysz – języku środkowoeuropejskiej społeczności aszkenazyjskiej.
Zakres teatru żydowskiego jest szeroki i obejmuje zarówno dramat, jak i operetkę, musical, rewię, komedię, sztuki ekspresjonistyczne i modernistyczne. Głównym nurtem repertuarowym teatru żydowskiego jest klasyka literatury żydowskiej, a więc utwory Salomona Ettingera, Abrahama Goldfadena, Jakuba Gordina, Szolema Alejchema, Icchoka Lejba Pereca, Szymona Anskiego, Pereca Hirszbejna czy Szaloma Asza.

## Historia
Początków teatru żydowskiego należy upatrywać w tradycjach i zwyczajach związanych ze świętem Purim. Już w XVIII wieku znana była purim szpil (jid. פורים שפיל) – komiczna sztuka teatralna opierająca się na historii królowej Estery opisanej w Megilat Ester. Wystawianym w synagogach przedstawieniom do dziś towarzyszą bale kostiumowe.
Na szeroką skalę działalność teatru jidysz rozwinęła się w XIX wieku. Żydowskie sztuki wystawiane były nie tylko w Środkowej i Środkowo-Wschodniej Europie, ale i w Europie Zachodniej oraz w Stanach Zjednoczonych.
Za ojca teatru żydowskiego uważa się Abrahama Goldfadena (ur. 1840 w Starokonstantynowie na Wołyniu). W 1876 w wyniku spotkania ze śpiewakami brodzkimi I. Grodnerem i Mosze Finklem w Jassach zaczął odgrywać początkowo scenki rodzajowe, potem zaś pisać sztuki; komponował też muzykę do przedstawień. Grupa Goldfadena odniosła sukcesy w Rosji i Warszawie, jednak występy w Stanach Zjednoczonych nie miały powodzenia. Grupa powróciła do Europy, występując we Lwowie (1890–1903), Paryżu i Londynie (1898–1903). Abraham Goldfaden napisał ponad 50 sztuk teatralnych inspirowanych folklorem, ale podejmował także poważniejsze tematy. Na historii biblijnej (z Pieśni nad pieśniami) oparty jest dramat historyczny Szulamit oder Bat Jeruszalajim (jid. שולמית אָדער בת-ירושלים – Szulamit albo córa Jerozolimy), a historię Żydów przedstawiają sztuki takie jak Dr Almosado, Juda Macabi, Bar Kochba.
Według Israila Bercoviciego, „dzięki teatrowi jidysz, kultura żydowska weszła do świata zewnętrznego”, zarówno poprzez przedstawianie samej siebie, jak i czerpanie teatralnych inspiracji z innych kultur.